# 三河平坂站
三河平坂站（日语：／ Mikawa-Heisaka eki */?）是一座位於愛知縣西尾市平坂町，名古屋鐵道（名鐵）三河線的車站（廢站）。

## 歷史
- 1926年（大正15年）9月1日：隨著大濱港（後來改名為碧南）至神谷（後來改名為松木島）之間的鐵路線（當時名為三河鐵道）開通，此站啟用[1]。
- 1941年（昭和16年）6月1日：三河鐵道合併至名古屋鐵道。成為名古屋鐵道三河線的車站。
- 1961年（昭和36年）9月27日：站舍翻新[2]。翻新後的站舍一直使用至廢站為止。
- 1977年（昭和52年）5月25日：廢除貨運業務[3]。
- 1985年（昭和60年）10月1日：成為無人車站[4]。
- 1990年（平成2年）7月1日：廢除碧南至吉良吉田之間的電氣化設備[5]。開始使用鐵路巴士（KiHa20形（日语：名鉄キハ10形気動車））行走該路段[5]。
- 2004年（平成16年）4月1日：車站被廢除[1]。

## 車站構造
此站是三河線廢線區間（碧南至吉良吉田）之中，唯一在廢站前設有列車交會的車站。在廢線時，車站周邊都是住宅區。此站是一座無人車站，設有混凝土製的站舍。此站設有1面2線的島式月台，車站南邊設有站內平交道（沒有閘竿和警報器）。
列車進站時會靠右通行。站內轉轍器是使用彈簧轉轍器。在廢線前，大部分上下行列車都使用北邊的月台（以吉良吉田方向的列車來說是左邊），只有早上才有列車進行交會。另外，站內設有一些側線，這些側線是用作貨運用途。
另外，早上1班列車是從此站出發前往碧南（列車於此站在7:13出發）。該列車會從碧南以不載客列車身份前往此站，隨後於南邊的月台上客，折返往碧南。
由於只有在早上繁忙時間，於碧南至吉良吉田之間，只有此站會交換路籤。因此在改用鐵路巴士化以後，雖然此站為無人車站，從首班車至早上9時半前還有名鐵職員於此站當值，以便進行交換路籤作業（而該職員不會負責售賣車票等其他業務）。

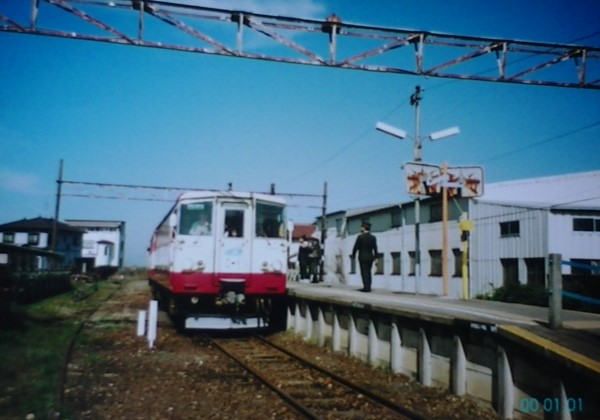
停靠中的列車（2004年）
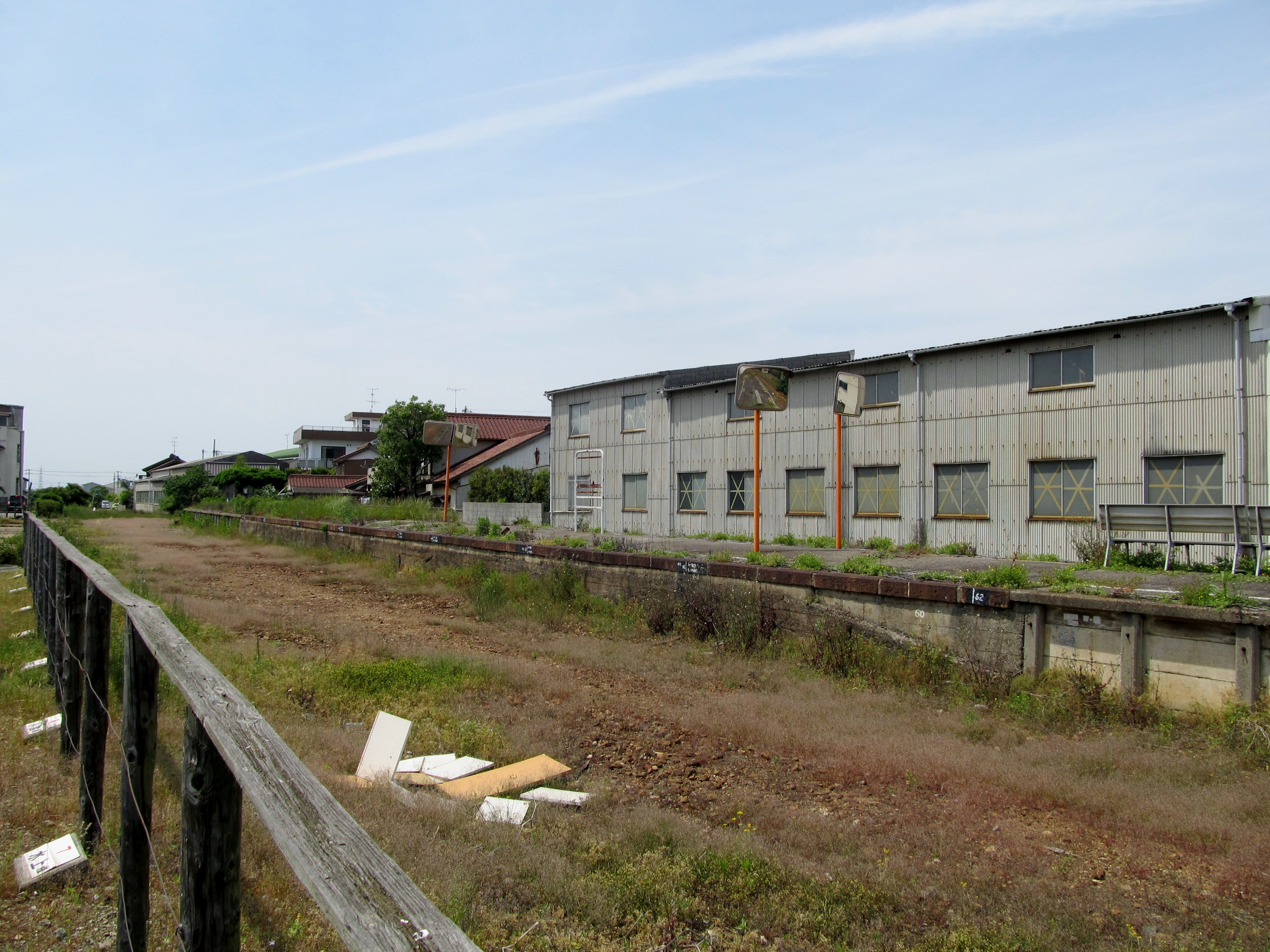
月台（2012年）
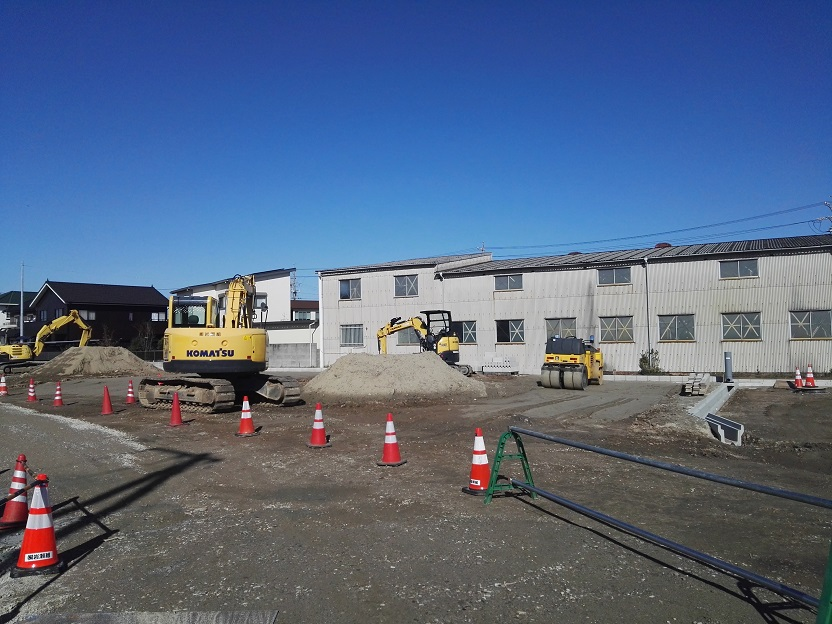
移除中的月台（2018年）

### 配線圖
| ← 碧南方向      | 三河平坂站 站內配線略圖 | → 吉良吉田方向 |
| 图例 参考文献： |                         |                |

## 使用狀況
- 在中提及在1992年度，當時1日平均上下車人次為281人，為除岐阜市內線均一車費區間內各站（岐阜市內線、田神線、美濃町線徹明町站至琴塚站之間）外名鐵所有車站（342站）中排名第301，三河線（38站）排名第31[8]。
- 在中提及在2003年度1日平均乘車人次為95人[9]。以下為2003年度前，1日平均乘車人次的列表：

| 年度   | 1日平均 乘車人次 |
| ------ | ---------------- |
| 1998年 | 111              |
| 1999年 | 110              |
| 2000年 | 110              |
| 2001年 | 111              |
| 2002年 | 95               |
| 2003年 | 95               |

## 車站周邊
- 岡崎信用金庫（日语：岡崎信用金庫）平坂分店
- 平坂鑄工
- 犬塚鐵工
- Valor（日语：バロー (チェーンストア)）平坂店
- 西尾市立平坂小學（日语：西尾市立平坂小学校）
- 平坂保育園
- 愛知縣道43號岡崎碧南線（日语：愛知県道43号岡崎碧南線）
- 平坂街道

## 巴士路線
隨著三河線碧南站至吉良吉田站之間廢除，舊沿線自治體組成的朋友巴士運行協議會，開設替代巴士服務。車站遺址附近設有「平坂小南」巴士站。另外，車站遺址附近還有六萬石巡回巴士「勤勞會館」巴士站。

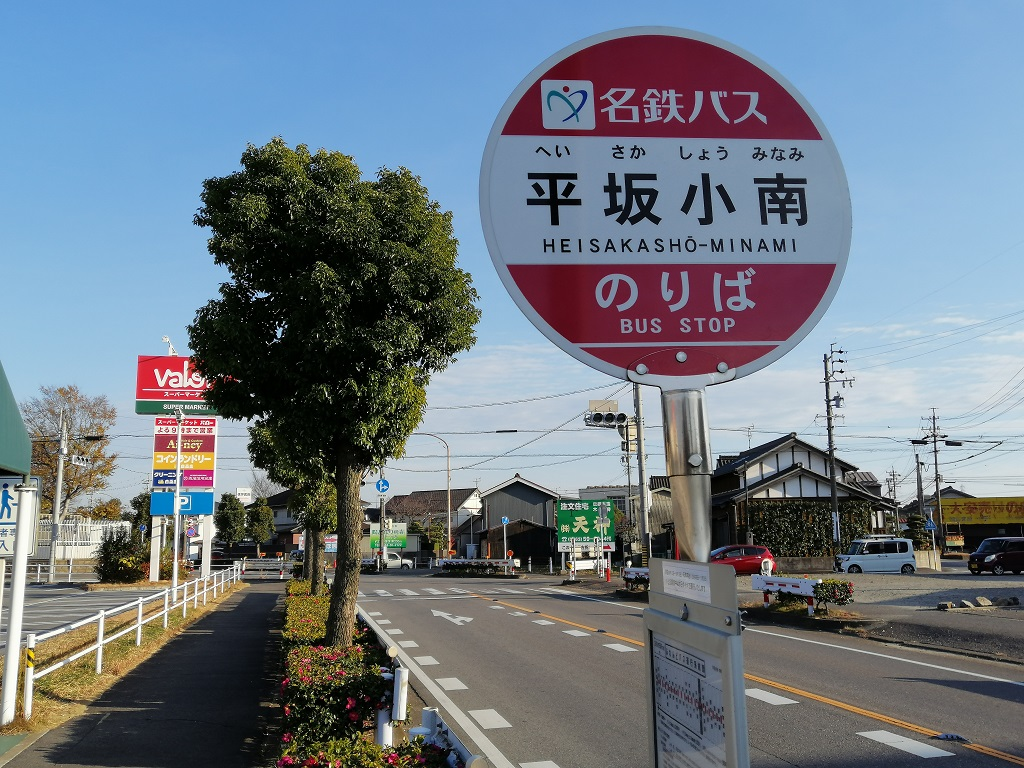
平坂小南巴士站

## 與平坂支線步行轉乘

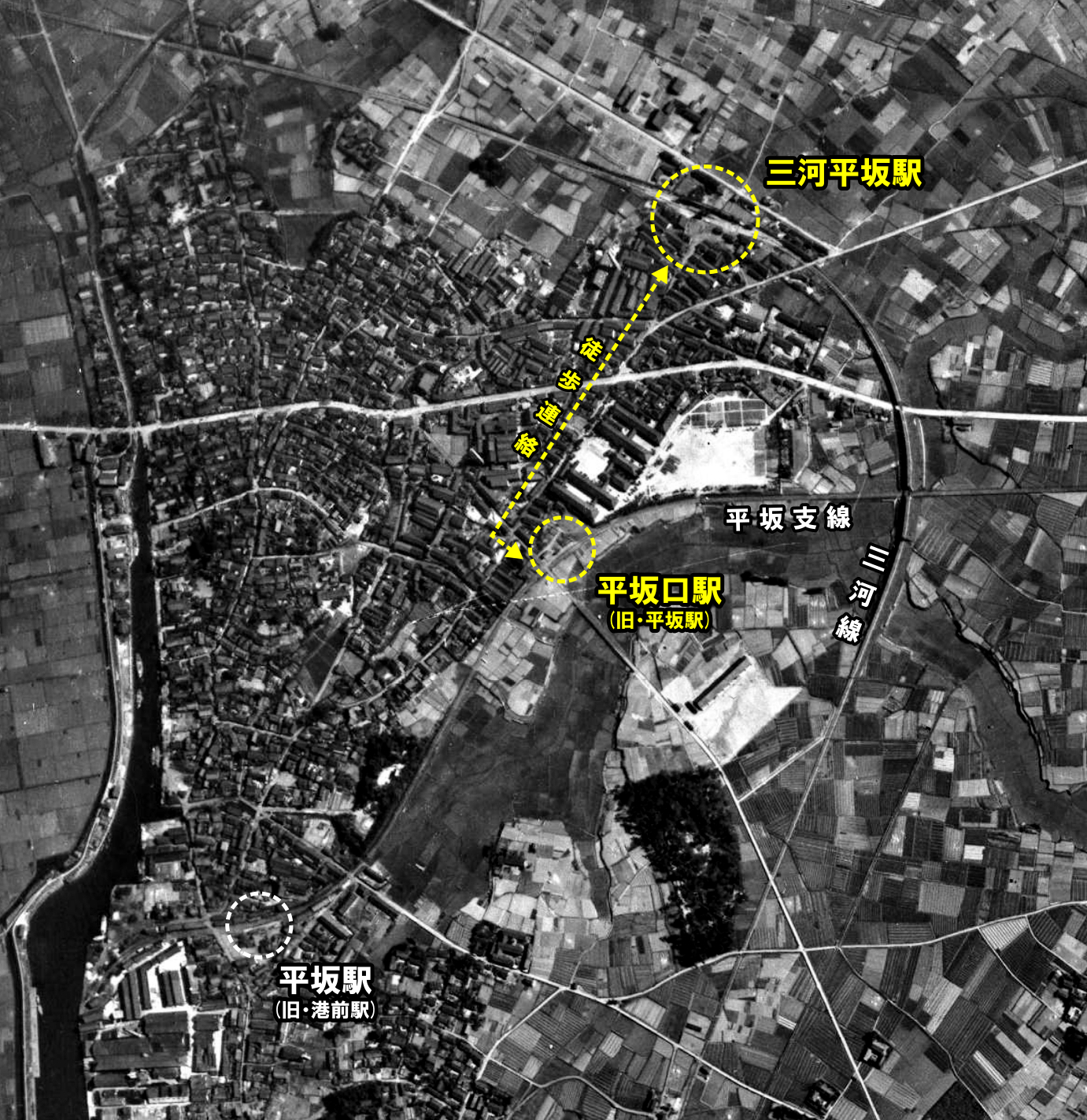
三河平坂站與平坂口站的位置。。

曾經在此站西南方400米處設有名鐵平坂支線平坂口站（該站於1960年（昭和35年）3月27日廢除）。
平坂支線原本是西尾鐵道，該鐵路公司當初是建設鐵路線連接岡崎新站與西尾站之間。在1914年（大正3年），包含平坂口之內的西尾至平坂臨港之間開通。後來，三河線的前身三河鐵道延伸至平坂當地。可是受到平坂漁民的反對，三河鐵道不可在西尾鐵道港前站處敷設鐵路，改為於平坂町北側敷設鐵路（有一說法是平坂漁民的反對背後是與西尾鐵道有關）。
在改變走線後，使三河鐵道和西尾鐵道兩線於平坂地區內交錯。由於西尾鐵道首先建成，因此三河鐵道需要建設橋樑和路堤以跨越西尾鐵道。由於兩間鐵路公司均在平坂的客運業務存在競爭，因此在交錯處沒有設置車站。後來，西尾鐵道經過公司合併後變為愛知電氣鐵道和隨後的名古屋鐵道，狀況沒有因此改變。而三河鐵道後來也經過公司合併變為名古屋鐵道，使2條路線也是名鐵的鐵路線，但是沒有因此把兩座車站合併，兩條鐵路線之間仍然需要步行轉乘，直至平坂支線廢除為止。
在平坂支線廢除後，鐵路線遺址建設了道路（愛知縣道43號岡崎碧南線）。後來由於需要擴寬道路，因此三河線的跨線橋需要被拆毀。

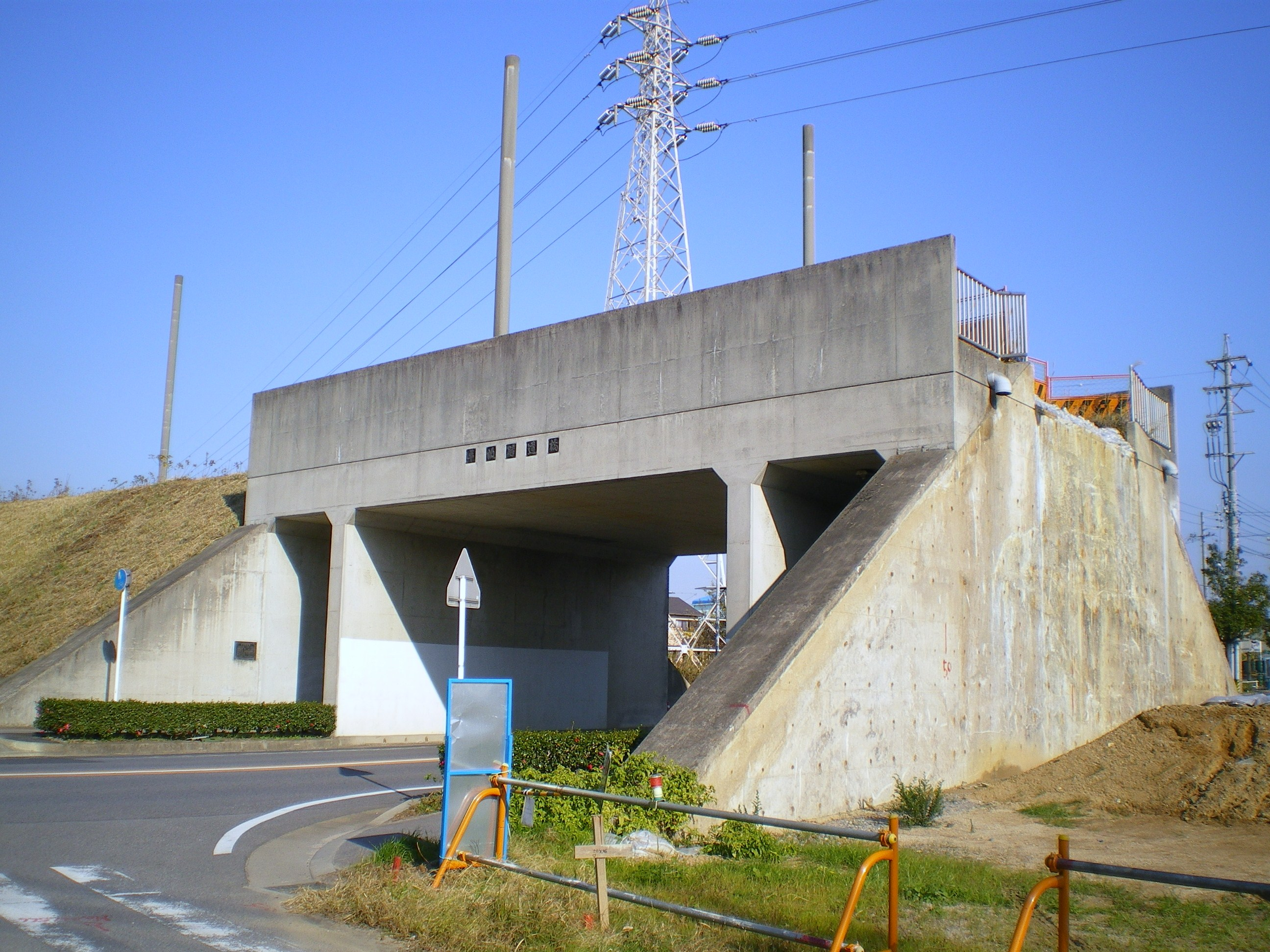
縣道43號與平坂跨道橋[19]。（2009年）
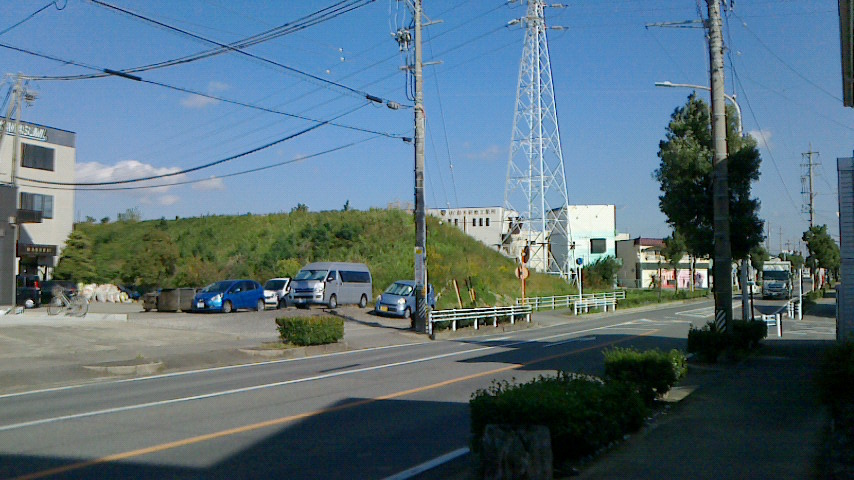
平坂跨道橋拆毀後，仍可看見三河線的路堤（2016年）
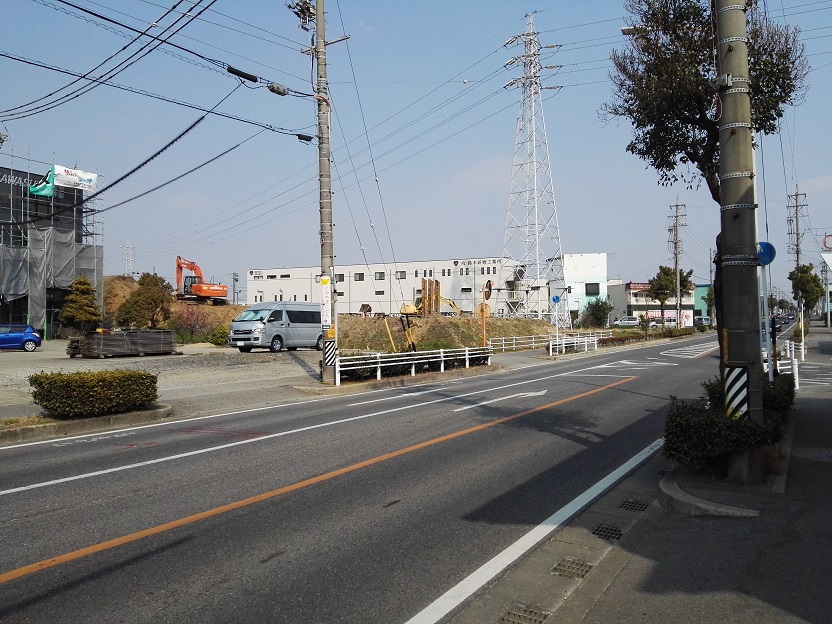
被移除的路堤（2017年）

## 相鄰車站
名古屋鐵道
三河線（廢除區間）
中畑－三河平坂－三河楠

## 注腳
1. 1 2  今尾恵介（監修）.  7 東海. 新潮社. 2008: 45. ISBN 978-4107900258 （日语）.
2. ↑  名古屋鉄道株式会社（編）. . 名古屋鉄道広報宣伝部. 1986: 203 （日语）.
3. 1 2 3  神谷力（編）. . 郷土文化社. 2000: 92. ISBN 978-4876701292 （日语）.
4. ↑  名古屋鉄道広報宣伝部（編）. . 名古屋鉄道. 1994: 870 （日语）.
5. 1 2  . 交通新聞 (交通新聞社). 1990-06-23: 1 （日语）.
6. ↑  生田誠.  上巻. Alpha Beta Books. 2020: 51. ISBN 978-4865988611 （日语）.
7. ↑  電氣車研究會，《鐵道畫刊》通卷第473號 1986年12月 臨時增刊號 「特集 - 名古屋鐵道」，附圖「名古屋鐵道路線略圖」
8. ↑  名古屋鐵道廣報宣傳部（編）. . 名古屋鐵道. 1994: 651–653.
9. 1 2  平成17年度刊愛知県統計年鑑 第10章　運輸，通信 鉄道（JRを除く私鉄）駅別乗車人員 （页面存档备份，存于）（日語）
10. ↑  平成12年度刊愛知県統計年鑑 第10章　運輸，通信 鉄道（JRを除く私鉄）駅別乗車人員 （页面存档备份，存于）（日語）
11. ↑  平成13年度刊愛知県統計年鑑 第10章　運輸，通信 鉄道（JRを除く私鉄）駅別乗車人員 （页面存档备份，存于）（日語）
12. ↑  平成14年度刊愛知県統計年鑑 第10章　運輸，通信 鉄道（JRを除く私鉄）駅別乗車人員 （页面存档备份，存于）（日語）
13. ↑  平成15年度刊愛知県統計年鑑 第10章　運輸，通信 鉄道（JRを除く私鉄）駅別乗車人員 （页面存档备份，存于）（日語）
14. ↑  平成16年度刊愛知県統計年鑑 第10章　運輸，通信 鉄道（JRを除く私鉄）駅別乗車人員 （页面存档备份，存于）（日語）
15. ↑  神谷力（編）. . 郷土文化社. 2000: 94. ISBN 978-4876701292 （日语）.
16. ↑  新實守. . 徳田耕一  (编). . JTB. 2001: 150. ISBN 978-4533039232 （日语）.
17. ↑  神谷力（編）. . 郷土文化社. 2000: 95. ISBN 978-4876701292 （日语）.
18. ↑  清水武、田中義人《名古屋鉄道車両史 上巻》，Alpha Beta Books，2019年，p.102，ISBN 978-4865988475
19. 1 2  澤田幸雄、長谷寛《西尾鉄道開業百年よもやま話 「けいべん」から「パノラマスーパー」まで》，西尾鐵道開業100年紀念誌刊行會，2014年，p.31